# Колокольцев, Михаил Николаевич
Михаил Николаевич Колокольцев (01.10.1908 — 27.12.1982) — советский военачальник, военный лётчик, командир легендарного 34-го гвардейского бомбардировочного авиационного Тихвинского Краснознамённого ордена Кутузова полка во время Великой Отечественной войны, генерал-майор авиации. Воевал за Ленинград с первого до последнего дня блокады.

## Биография
Родился Михаил Николаевич 1 октября 1908 года в городе Лукоянов Нижегородской губернии Российской империи в семье железнодорожника. В РККА с 8 июля 1929 года. Поступил в Объединённую военную авиационную школу летчиков и техников в Оренбурге.
После окончания обучения проходил службу на командных летных должностях. Служил на Дальнем Востоке, принимал участие в боях с японцами в Китае в 1936 году. За боевые заслуги в войне награждён орденом Красного Знамени и монгольским орденом «Красного знамени за воинскую доблесть». В 1938 году прибыл для прохождения службы в 44-я скоростном бомбардировочном авиационном полку Ленинградского военного округа, базировавшемся на аэродроме города Старая Русса. Назначен командиром 4-й авиационной эскадрильи, которая стала лучшей в полку. Вместе с полком принимал участие в Польском походе Красной армии в 1939 году. Перед советско-финляндской войной присвоено звание майора. Выполнил 52 боевых вылета. За боевые заслуги в войне награждён орденом Красного Знамени.
Великую Отечественную войну капитан Колокольцев встретил в Старой Руссе. На вооружении стояли самолёты СБ. Полк был подготовлен к боевым действиям ночью. С первых дней войны полк действует в Прибалтике и северо-западных районах РСФСР с первых дней войны, с 29 июня 1941 года полк производит разведку частей противника в районе Даугавпилс, Остров, Якобштадт, бомбит мост через Западную Двину у Якобштадта.
Продолжает боевые действия на северо-западном направлении в июле-августе 1941 года, в середине июля 1941 года бомбит переправы и вражеские колонны на реке Луга, 26 июля 1941 года в тёмное время суток бомбардировал аэродромы в Крестах, Веретенье и Малитино. Вплоть до середины сентября 1941 года, до отвода на доукомплектование, действует в интересах правого крыла Северо-Западного фронта, также на северных и южных подступах к Ленинграду. В октябре 1941 года полк прибыл на Ленинградский фронт. Личный состав полка уже был переучен на бомбардировщики Пе-2, но однако полк оставался вооружён самолётами СБ. Во время Тихвинских оборонительной и наступательной операций полк, в основном в тёмное время суток, действовал одиночными самолётами по вражеским колоннам, скоплениям танков и автомашин на подступах к Тихвину, в районе Облучье, Будогощь, Кукуй, Ругуй. К июню 1942 года майор Колокольцев имел налет 1460 часов.
За показанные образцы мужества и героизма в борьбе с немецкими захватчиками, за успешные боевые действия в период обороны Ленинграда 44-й скоростной бомбардировочный авиационный полк 22 ноября 1942 года приказом Народного комиссара обороны СССР № 374 преобразован в 34-й гвардейский бомбардировочный авиационный полк.
Гвардии майор Колокольцев в должности помощника командира полка с конца 1941 года, с января — заместитель командира полка. Полк базировался на территории парка Сосновка Выборгского района Ленинграда. С марта 1942 года исполняет обязанности командира полка, погибшего в боях, а с ноября 1942 года гвардии подполковник Колокольцев — командир 34-го гвардейского бомбардировочного авиационного Тихвинского Краснознамённого полка. Имея большой опыт ведения боевых действий командир полка гвардии подполковник Колокольцев непосредственно выполняет боевые вылеты и является ведущим полка во главе колонны дивизии. К марту 1944 года лично выполнил всего 86 боевых вылетов, из них за Великую Отечественную войну — 21; к июлю 1944 года имел уже 100 боевых вылетов, из них за Великую Отечественную войну — 35.
Всего выполнил 128 боевых вылетов, из них за Великую Отечественную войну — 63 (13 на самолёте СБ и 50 — на Пе-2). Участвовал в Красносельско-Ропшинской, Ленинградско-Новгородской, Выборгской, Нарвской, Таллинской, Выборгско-Петрозаводской и Прибалтийской наступательных операциях. За отличие в боях и показанные образцы мужества и героизма 4 мая 1943 года полк удостоен почётного наименования «Тихвинский». С октября 1944 года участвовал в Мемельской, Восточно-Прусской наступательной операциях, в разгроме кёнигсбергской группировки противника.
Войну гвардии подполковник Колокольцев закончил в Восточной Пруссии. За образцовое выполнение заданий командования на фронте борьбы с немецкими захватчиками и проявленные при этом доблесть и мужество Указом Президиума Верховного Совета СССР полк под командованием гвардии подполковника Колокольцева награждён орденом «Кутузова III степени». За войну полк выполнил 6860 боевых вылетов.
После войны гвардии подполковник Колокольцев продолжал командовать полком в составе 276-й бомбардировочной авиационной дивизии 1-й воздушной армии 3-го Белорусского фронта на территории Восточной Пруссии. В июле 1945 года полк перебазировался на аэродром Сиверская Ленинградского военного округа, войдя в состав 13-й воздушной армии. В связи со значительным сокращением Вооруженных сил СССР после войны в апреле 1946 года полк вместе с другими полками дивизии был расформирован.
Гвардии полковник Колокольцев продолжал службу в ВВС. В звании генерал-майора авиации уволен в запас в 1958 году.

## Участие в операциях и битвах
- Битва за Ленинград с марта 1943 года по 9 августа 1944 года.
  - Тихвинская оборонительная операция с 16 октября по 18 ноября 1941 года.
  - Тихвинская наступательная операция с 10 ноября по 30 декабря 1941 года.
- Ленинградско-Новгородская операция[3] с 14 января 1943 года по 1 марта 1944 года.
  - Новгородско-Лужская операция с 14 января по 15 февраля 1944 года.
  - Красносельско-Ропшинская операция[3] с 14 по 30 января 1944 года.
- Выборгско-Петрозаводская операция[3] с 10 июня по 9 августа 1944 года.
  - Выборгская операция[3] с 10 по 20 июня 1944 года.
  - Свирско-Петрозаводская операция с 21 по 22 июня 1944 года.
- Мгинская операция с 22 июля по 22 августа 1943 года.
- Нарвская операция (1944)[3] с 24 по 30 июля 1944 года.
- Прибалтийская наступательная операция[3] с 14 сентября по 24 ноября 1944 года .
  - Таллинская операция (1944)[3] с 17 по 26 сентября 1944 года.
- Восточно-Прусская наступательная операция с 13 января по 25 апреля 1945 года.
  - Земландская наступательная операция с 13 по 25 апреля 1945 года.
  - Мемельская операция — с 5 по 22 октября 1944 года.
  - Инстербургско-Кёнигсбергская операция — с 13 по 27 января 1945 года.
  - Кенигсбергская операция — с 6 по 9 апреля 1945 года.

## Награды
- Орден Ленина (03.05.1942);
- Орден Ленина (05.11.1954);
- Орден Красного Знамени (17.02.1945);
- Орден Красного Знамени (05.1936);
- Орден Красного Знамени (28.01.1937);
- Орден Красного Знамени (15.11.1950);
- Орден Отечественной войны I степени (14.03.1944);
- Орден Александра Невского (12.10.1943);
- Орден Суворова III степени (09.08.1944);
- Орден Кутузова III степени (03.06.1945);
- Орден Красной Звезды (15.01.1940);
- Орден Красной Звезды (03.11.1944);
- Медаль «За победу над Германией в Великой Отечественной войне 1941—1945 гг.» (09.05.1945);
- Медаль «За оборону Ленинграда» (22.12.1942);
- Медаль «За взятие Кёнигсберга»
- Медали.

### Иностранные награды
- Орден Красного знамени за воинскую доблесть (Монголия).

## Память
- На фасаде клуба офицеров в военном городке, расположенного на аэродроме Сиверская, размещена мемориальная доска, посвященная командиру легендарного 34-го гвардейского бомбардировочного авиационного Тихвинского Краснознамённого ордена Кутузова полка с текстом: «Генерал Колокольцев Михаил Николаевич 1908—1982. Командир 34-го гвардейского авиаполка 276-й Гатчинской авиадивизии. Участник освобождения пос. Сиверский в январе 1944 года»[4].
- Фотография и краткое описание боевого пути генерал-майора авиации Колокольцева хранится в Галерее памяти Музея «Дорога памяти» в Главном храме Вооруженных сил России. (Парк Патриот, Московская область, Одинцовский район, 55 км Минского шоссе).